# Romain Haguenauer
Romain Haguenauer (né le 16 juillet 1976 à Lyon, France) est un entraîneur, chorégraphe et ancien patineur français de danse sur glace. Il est surtout connu pour son travail avec les quintuples champions du monde et champions olympiques français Gabriella Papadakis et Guillaume Cizeron, ainsi qu'avec les triples champions du monde et doubles champions olympiques canadiens Tessa Virtue et Scott Moir.

## Biographie

### Enfance
Romain Haguenauer est né le 16 juillet 1976 à Lyon, en France, d'une mère, enseignante en école primaire, et d'un père avocat. Habitant dans le quartier d’Ainay, il est inscrit enfant au club des sports de glace de Lyon (CSGL), basé à la patinoire Charlemagne.

### Carrière sportive
Après une première expérience avec une autre partenaire, Romain Haguenauer et sa sœur Marianne forment un couple de danse sur glace pendant une dizaine d’année,. Licenciés du club des sports de glace de Lyon (CSGL), ils sont entraînés par Muriel Boucher-Zazoui.
Ils se classent huitièmes aux Championnats du monde juniors 1995 à Budapest.
Au niveau senior, ils prennent la première place du Mémorial Ondrej Nepela de 1995 (en), obtiennent une huitième place au Trophée de France 1995 à Bordeaux et se classent sixièmes du championnat de France 1997.
À cause d'une blessure au dos de sa sœur et partenaire, Romain Haguenauer met fin à sa carrière sportive à l'âge de 20 ans, début 1997,,.

### Reconversion comme entraîneur
Après avoir obtenu un CAPES d’EPS, Romain Haguenauer enseigne pendant un an au collège Jean Monnet de Lyon. Il devient en parallèle, dès 1997, entraîneur de danse sur glace au club des sports de glace de Lyon (CSGL), où il s'occupe d'abord des jeunes,,.
Loin de regretter l’arrêt de sa carrière sportive, cette reconversion précoce lui semble naturelle. À ce propos, il déclare : « Je n’ai aucun regret. Car au fond, je pense que j’étais plus entraîneur que patineur. [...] je n’avais par exemple aucun plaisir à faire des galas qui permettent de briller et de gagner de l’argent. ».

#### Responsable du Pôle France au sein du CSGL (1997-2014)
Romain Haguenauer est détaché de ses obligations d’enseignement afin de devenir entraîneur national de danse sur glace et de participer à la mise en place d’un pôle France de danse sur glace à Lyon dont il est cadre technique et responsable aux côtés de Muriel Boucher-Zazoui,. Il assure également des fonctions de formateur des entraîneurs pour la fédération française des sports de glace.
Au sein de ce pôle, il est l’entraîneur et le chorégraphe des plus grands couples français de danse sur glace. En particulier Isabelle Delobel et Olivier Schoenfelder champions d'Europe en 2007 et du monde en 2008, ainsi que de Nathalie Péchalat et Fabien Bourzat double champion d'Europe en 2011 et 2012,.
Il accompagne le couple Gabriella Papadakis et Guillaume Cizeron depuis leur adolescence. D’abord sous forme de stages pendant les vacances scolaires depuis 2010 quand ils vivaient à Clermont-Ferrand, puis au quotidien à partir de leur installation à Lyon en 2012,,.
Il entraîne également le couple canadien Marie-France Dubreuil et Patrice Lauzon à partir de leur installation à Lyon en 2002,,,.
En 2010, il publie "Le p'tit ABC du patinage" aux éditions Fleur de Ville, coécrit avec Alexandre Navarro et illustré par Marie-Pierre Oddoux.
En 2013, il est jury pour l’émission de télévision française Ice Show qui associe des grands noms du patinage artistique et des célébrités dans un concours de création de show sur glace.

#### Cofondateur de l'Académie de Glace de Montréal
En juin 2014, Romain Haguenauer rejoint l’ancien couple de danse sur glace canadien Marie-France Dubreuil et Patrice Lauzon qui mettent en place depuis 2010 une structure d’entraînement à Montréal, au Canada. Ensemble, ils fondent l’Académie de Glace de Montréal (I.AM) un centre d’entraînement consacré à la danse sur glace. Romain Haguenauer y est entraîneur principal, responsable de la précision des mouvements, et chorégraphe,,,,. Il justifie son départ par des difficultés à réaliser son travail dans un contexte de désaccords politiques entre les responsables des clubs et la fédération de sports de glace ainsi que par la réticence de son club à lui confier plus de responsabilité.
Plusieurs des sportifs qu'il entraîne décident de le suivre au Canada. C'est notamment le cas de Gabriella Papadakis et Guillaume Cizeron dont les rapides succès, notamment lors des championnats du monde 2015 et 2016, vont consolider la renommée internationale de l’Académie de Glace de Montréal. Cette académie accueille de nombreux couples concourant dans les épreuves internationales, notamment les triples champions du monde et doubles champions olympiques canadiens Tessa Virtue et Scott Moir à partir de 2016,,,,.

### Vie personnelle
En 2017, Romain Haguenauer se marie avec l'ancien patineur artistique suisse Jamal Othman (en).

## Palmarès sportif
| Compétition                     | 92-93 | 93-94 | 94-95 | 95-96 | 96-97 |
| ------------------------------- | ----- | ----- | ----- | ----- | ----- |
| Palmarès international junior   |       |       |       |       |       |
| Trophy PFSA                     | 3e    |       |       |       |       |
| Ukrainian Souvenir              | 3e    |       |       |       |       |
| Pokal der Blauen Schwerter (en) |       |       | 3e    |       |       |
| Championnats du monde juniors   |       |       | 8e    |       |       |
| Palmarès international senior   |       |       |       |       |       |
| Trophée de France               |       |       |       | 8e    |       |
| Karl Schäfer Memorial (en)      |       |       |       | 4e    |       |
| Ondrej Nepela Memorial (en)     |       |       |       | 1er   |       |
| Trophy PFSA                     |       |       |       |       | 3e    |
| Palmarès national senior        |       |       |       |       |       |
| Championnats de France          |       |       |       |       | 6e    |

## Sportifs entraînés

### Couple de danse sur glace
Romain Haguenauer est ou a été entraîneur principal et/ou entraîneur de précision du patinage et/ou chorégraphe avec les couples suivants :
- Angélique Abachkina (en) / Louis Thauron (en)[12];
- Natalie D'Alessandro (en) / Bruce Waddell (en)[13];
- Marina Anissina / Gwendal Peizerat[1] (Champion du monde 2000 et champion olympique 2002) ;
- Victoria Bausback / Demid Rokachev[14];
- Geraldine Bott / Neil Brown (en)[15];
- Emmy Bronsard (en) / Aissa Bouaraguia (en)[16];
- Anna Cappellini / Luca Lanotte[17] (Champion du monde 2014) ;
- Christina Carreira (en) / Anthony Ponomarenko (en)[18];
- Pernelle Carron / Lloyd Jones[19];
- Pernelle Carron / Matthieu Jost[20];
- Hong Chen (en) / Zhuoming Sun (en)[21];
- Madison Chock / Evan Bates[22];
- Isabelle Delobel / Olivier Schoenfelder[23] (Champion du monde 2008) ;
- Marie-France Dubreuil / Patrice Lauzon[7];
- Estelle Elizabeth (en) / Romain Le Gac[24];
- Alicia Fabbri (en) / Paul Ayer (en)[25];
- Lilah Fear / Lewis Gibson (en)[26];
- Sasha Fear (en) / Jack Osman[27];
- Sasha Fear (en) / Elliot Verburg[28];
- Sasha Fear (en) / George Waddell (en)[29];
- Terra Findlay / Benoît Richaud (en)[30];
- Ellie Fisher / Simon-Pierre Malette-Paquette[31];
- Laurence Fournier Beaudry (en) / Nikolaj Sørensen (en)[32];
- Rikako Fukase (en) / Eichu Oliver Cho (en)[33];
- Rikako Fukase (en) / Aru Tateno (en)[34];
- Tina Garabedian / Simon Proulx-Sénécal[35];
- Holly Harris (en) / Jason Chan (en)[36];
- Kaitlin Hawayek (en) / Jean-Luc Baker (en)[37];
- Carolina Hermann (en) / Daniel Hermann (en)[38];
- Madison Hubbell / Zachary Donohue[39];
- Sara Hurtado / Adrià Díaz[40];
- Maureen Ibanez / Neil Brown (en)[41];
- Brittany Jones (en) / Kurtis Gaskell (en)[42];
- Misato Komatsubara / Tim Koleto[43];
- Charlotte Lafond-Fournier / Richard Kang In Kam (en)[44];
- Marjorie Lajoie (en) / Zachary Lagha (en)[45];
- Marie-Jade Lauriault / Romain Le Gac[46];
- Hojung Lee (en) / Richard Kang In Kam (en)[47];
- Teodora Markova / Simon Daze[48];
- Olivia McIsaac (en) / Corey Circelli[49];
- Camille Mendoza / Christopher Boyadji (en)[50];
- Lucie Myslivečková (en) / Neil Brown (en)[51];
- Gabriella Papadakis / Guillaume Cizeron[52] (Quintuple champion du monde et champion olympique 2022) ;
- Elisabeth Paradis (en) / François-Xavier Ouellette (en)[53];
- Alexandra Paul / Mitchell Islam (en)[54];
- Nathalie Péchalat / Fabian Bourzat[55];
- Allison Reed (en) / Saulius Ambrulevičius (en)[56];
- Celia Robledo (en) / Luis Fenero (en)[57];
- Sarah-Marine Rouffanche (en) / Geoffrey Brissaud[58];
- Barbora Silná (en) / Juri Kurakin (en)[59];
- Olivia Smart / Adrià Díaz[60];
- Carolane Soucisse (en) / Shane Firus (en)[61];
- Carolane Soucisse (en) / Simon Tanguay[7];
- Tessa Virtue / Scott Moir[62] (Triple champion du monde et double champion olympique) ;
- Louise Walden (en) / Owen Edwards (en)[63];
- Shiyue Wang (en) / Xinyu Liu (en)[64];
- Utana Yoshida (en) / Shingo Nishiyama (en)[65];
- Tiffany Zahorski / Alexis Miart (en)[66].

### Patineurs artistiques individuels
Romain Haguenauer a collaboré, principalement pour travailler la précision du patinage, avec les patineurs individuels suivants :
- Chloé Depouilly[67];
- Javier Fernández;
- Brian Joubert[5];
- Sonia Lafuente (en)[5];
- Romain Ponsart[5];
- Alban Préaubert[68];
- Daisuke Takahashi[5];
- Shōma Uno[5].

## Publication
- Le p'tit abc du patinage, Fleur De Ville, 2010 (ISBN 978-2-9532962-9-7)

## Télévision
- 2013 : Ice Show, M6, Membre du jury